# Passion Flower (film 1930)
Passion Flower è un film drammatico del 1930 diretto da William C. deMille.
Il soggetto, basato sul romanzo Passion Flower di Kathleen Norris, fu adattato per lo schermo da Martin Flavin. Prima della pubblicazione in libro, il romanzo uscì a puntate da marzo a settembre 1929 su Delineator.

## Trama
Dulce e Cassy sono cugine: la prima sposa il ricco Morado, un aristocratico spagnolo; la seconda si innamora dell'autista di famiglia e, per questo, viene cacciata di casa. Cassy e Dan, per il loro matrimonio, vengono ospitati nella tenuta di Morado che offre al cugino acquisito una fattoria come regalo di nozze. Dan, però, orgogliosamente rifiuta, preferendo farsi strada nella vita da solo. Ma il tempo passa e, cinque anni dopo, Dan non è riuscito a trovare nessun altro lavoro se non fare lo scaricatore. Cassy, che adesso deve allevare i loro due bambini, è sempre amorevole e fedele. Alla fine, Dan decide di accettare l'offerta di Morado e si trasferisce nella fattoria insieme alla famiglia. Ma, frequentando Dulce, Dan finisce suo malgrado per innamorarsi della cugina. Morado muore lasciando vedova Dulce: i due amanti partono insieme per Parigi. Dan vuole divorziare da Cassy per potersi risposare. Ma la coscienza gli rimorde e, alla fine, deciderà di tornare pentito dalla moglie.

## Produzione
Il film fu prodotto dalla Metro-Goldwyn-Mayer (MGM)

## Distribuzione
Distribuito dalla Metro-Goldwyn-Mayer (MGM), uscì nelle sale statunitensi il 6 dicembre 1930.